# Медейрос, Флавио
Флавио Медейрос да Силва (порт. Flávio Medeiros da Silva; род. 10 февраля 1996, Сантус, Сан-Паулу), более известен как Флавио (порт. Flávio) — бразильский футболист, выступающий на позиции опорного полузащитника за саудовский клуб «Аль-Таавун», будучи арендованным у турецкого «Трабзонспора».

## Клубная карьера
Флавио Медейрос родился в городе Сантус (штат Сан-Паулу). В 2006 году, в возрасте 10 лет, он начал заниматься футболом в системе клуба «Сантос». Покинув его в 2012 году, Флавио провёл год в «Палмейрасе», а в 2014 году продолжил тренироваться в «Витории».
В январе 2015 года, произведя впечатление своей игрой на юниорском Кубке Сан-Паулу, Флавио был переведён в основной состав «Витории». 21 февраля он дебютировал в её основной команде, выйдя на замену во втором тайме домашнего матча против «Коло-Коло» из Ильеуса, проходившего в рамках Лиги Баияно и закончившегося победой его команды со счётом 1:0.
29 марта 2015 года Флавио забил свой первый гол за «Виторию», отметившись в домашней победной (4:2) игре с «Америкой» из Натала, проходившей в рамках Кубка Нордесте. 9 мая того же года он дебютировал в бразильской Серии B, выйдя на поле в домашнем матче против «Сампайо Корреа».
29 мая 2016 года Флавио дебютировал в бразильской Серии А, заменив в перерыве домашнего матча с «Атлетико Минейро» Леандро Домингеса. 6 января 2017 года он был отдан в аренду «Ферровиарии» из Араракуары до конца розыгрыша Лиги Паулисты 2017.
31 августа 2017 года Флавио на правах свободного агента перешёл в португальскую «Боавишту», где он провёл на поле лишь 27 минут и то за резервную команду клуба. 20 декабря он вернулся на родину, подписав контракт с «Санту-Андре».
22 марта 2018 года Флавио перешёл в команду «Баия», принципиального соперника «Витории», первоначально будучи включённым в её молодёжную команду.
22 августа 2020 года Флавио перешёл в турецкий клуб «Трабзонспор».
22 июля 2022 года Флавио перешёл на правах аренды сроком на один год в саудовский клуб «Аль-Таавун». 12 июля 2023 года арендный договор Флавио был продлён ещё на один сезон.

## Личная жизнь
Фернандо, брат-близнец Флавио, также является футболистом, выступающим на позиции полузащитника. В юности он тоже играл за «Сантос».

## Достижения

### Клуб
«Витория»
- Чемпионат штата Баия: 2016

«Баия»
- Чемпионат штата Баия: 2019, 2020

«Трабзонспор»
- Обладатель Суперкубка Турции: 2020[12]

### Индивидуальные
- Лучший новичок Лиги Баияно: 2015